# Cyperus insularis
Cyperus insularis är en halvgräsart som beskrevs av Peter B. Heenan och De Lange. Cyperus insularis ingår i släktet papyrusar, och familjen halvgräs. Inga underarter finns listade i Catalogue of Life.